# José Carlos Brandão Cabral
José Carlos Brandão Cabral (Queiroz, 30 de maio de 1963) é um bispo católico brasileiro, bispo emérito de São João da Boa Vista.

## Formação e Ordenação Presbiteral
Frequentou o Seminário Seráfico São Fidélis da Ordem Franciscana Capuchinha de Piracicaba e a Pontifícia Universidade Católica de Campinas, estudando filosofia e teologia. Posteriormente, frequentou um curso no Pontifício Instituto Superior de Direito Canônico no Rio de Janeiro.
Em 12 de março de 1993 recebeu a ordenação sacerdotal e foi incardinado na Diocese de Limeira.
Foi pároco do Menino Jesus em Limeira (desde 1993), capelão da Santa Casa de Misericórdia (1999-2004), Diretor Espiritual do Seminário Maior São João Maria Vianney (1995-2004), vigário episcopal (2003-2005), auditor do Tribunal Eclesiástico Interdiocesano de Campinas (2005-2013) e Chanceler Diocesano (2008-2013).

## Episcopado

### Diocese de Almenara
Era o pároco da paróquia Nossa Senhora Auxiliadora, em Americana, quando em 19 de junho de 2013, foi nomeado bispo de Almenara pelo Papa Francisco.
Recebeu a sagração episcopal em 15 de setembro de 2013, no Santuário Santo Antônio de Pádua, na cidade de Americana. O sagrante principal foi  Dom Vilson Dias de Oliveira, bispo de Limeira, e os co-sagrantes foram Dom Ercílio Turco, bispo de Osasco e Dom Hugo María Van Steekelenburg, bispo emérito de Almenara. Tomou posse na Diocese de Almenara em 20 de outubro de 2013.
Dom Cabral estabeleceu uma nova divisão territorial da diocese, em 5 foranias, para facilitar os trabalhos e ter uma melhor participação dos leigos nos conselhos e encontros de formação. Priorizou ainda o fortalecimento dos Conselhos Pastorais das paróquias e da diocese, estabelecendo as diretrizes de pastoral diocesana. Em seu governo, estabeleceu ainda normas de conduta para o clero, seguindo as diretrizes do Papa Francisco na prevenção de abusos. 

### Diocese de Araçuaí
Em 25 de março de 2020, após a renuncia de Dom Marcello Romano, foi nomeado administrador apostólico da Diocese de Araçuaí. Até a nomeação de Dom Esmeraldo Barreto, para a Diocese de Araçuaí em 18 de novembro do mesmo ano.

### Diocese de São João da Boa Vista
O Papa Francisco o nomeou como bispo de São João da Boa Vista em 3 de agosto de 2022. Sua tomada de posse canônica da diocese ocorreu em 6 de novembro desse mesmo ano.
Teve sua renúncia aceita pelo Papa Francisco em 7 de dezembro de 2023. Para cuidar da sua saúde, pois esteve em tratamento contra um câncer linfático